# Sminthopsis dolichura
Espèce
Statut de conservation UICN

 LC  : Préoccupation mineure
Sminthopsis dolichura, communément appelé Petit dunnart à longue queue, est une espèce de souris marsupiales de la famille des Dasyuridae qui est endémique d'Australie.

## Étymologie
Son nom spécifique, du grec ancien δολιχός, dolikhos, « long », et οὐρά, ourá, « queue », lui a été donné en référence à son anatomie.

## Publication originale
- (en) D. J. Kitchener, J. Stoddart et J. Henry, « A taxonomic revision of the Sminthopsis murina complex (Marsupialia, Dasyuridae) in Australia, including descriptions of four new species », Records of the Western Australian Museum, Western Australian Museum, vol. 11,‎ 1984, p. 201-247 (ISSN 0312-3162, lire en ligne).